# Kedarnath (berg i Indien)
Kedarnath är ett berg i Indien.   Det ligger i distriktet Rudraprayag och delstaten Uttarakhand, i den norra delen av landet, 300 km nordost om huvudstaden New Delhi. Toppen på Kedarnath är 6 940 meter över havet.
Terrängen runt Kedarnath är huvudsakligen mycket bergig. Runt Kedarnath är det ganska tätbefolkat, med 80 invånare per kvadratkilometer. Närmaste större samhälle är Kedārnāth, 8,3 km söder om Kedarnath. Trakten runt Kedarnath är permanent täckt av is och snö.